# Neogoniolithon affine
Neogoniolithon affine (Foslie & M.A. Howe) Setchell & L.R. Mason, 1943  é o nome botânico  de uma espécie de algas vermelhas pluricelulares do gênero Neogoniolithon, família Corallinaceae, subfamília Mastophoroideae.
- São algas marinhas encontradas na Índia e Porto Rico.

## Sinonímia
- Goniolithon affine  Foslie & M.A. Howe 1907